# Мико Линдстрьом
Мико Линдстрьом (на фински: Mikko Viljami Lindström, роден на 12 август 1976) е водещият китарист на финландската рок група HIM. Линдстрьом често е наричан с прякора си Линде (Linde).

## Биография
Линдстрьом е роден в Клаукала, Финландия в семейство на инженер и стюардеса. Има брат Юде, 4 години по-малък от него. Мико Линдстрьом отрано проявява интерес към музиката; първата си китара получава като подарък за Коледа, когато е на 10 години.
През 1991 г. заедно с Виле Вало и Миге Паананен основава групата His Infernal Majesty, известна като HIM. Паралелно с работата в HIM, под псевдоним Даниел Лайънай (Daniel Lioneye) Линде основава едноименна група („Даниел Лайънай“), с която издава албума „King of Rock’n Roll“ в стил блус-рок. Други членове на HIM също вземат участие в проекта.
Линде има граждански брак с Мариам Янти (Mariam Jäntti) и дъщеря Оливия (р. 2003).